# Shane Kinsman
Shane Kinsman (Los Angeles, 13 novembre 1997) è un attore statunitense.

## Biografia
È il fratello gemello di Brent Kinsman e insieme a lui, ha partecipato in tutti i film.
Ha fatto il suo debutto cinematografico a 5 anni interpretando Kyle Baker nel film Una scatenata dozzina e nel 2005 nel sequel Il ritorno della scatenata dozzina.
È inoltre noto per aver interpretato Porter Scavo in Desperate Housewives nelle prime quattro stagioni per poi essere sostituito da Charlie Carver.

## Filmografia parziale

### Cinema
- Una scatenata dozzina (Cheaper by the Dozen), regia di Shawn Levy (2003)
- Il ritorno della scatenata dozzina (Cheaper by the Dozen 2), regia di Adam Shankman (2005)

### Televisione
- E.R. - Medici in prima linea (1 episodio, 2008)
- Desperate Housewives (2004-2011)

## Doppiatori italiani
Nelle versioni in italiano delle opere in cui ha recitato, Shane Kinsman è stato doppiato da:
- Furio Pergolani in Una scatenata dozzina, Il ritorno della scatenata dozzina
- Jacopo Castagna in Desperate Housewives - I segreti di Wisteria Lane (st. 1-4)
- Ilaria Stagni in Desperate Housewives - I segreti di Wisteria Lane (st. 3)